# Brygada Kawalerii „Bydgoszcz”
Brygada Kawalerii „Bydgoszcz” (BK „Bydgoszcz”) – wielka jednostka kawalerii Wojska Polskiego II RP.
W marcu 1929 roku XV Brygada Kawalerii przeformowana została w Brygadę Kawalerii „Toruń” i usamodzielniona. Jej skład uzupełniony został o 2 pułk Szwoleżerów Rokitniańskich z rozformowanej 8 Samodzielnej Brygady Kawalerii i 16 pułk Ułanów Pomorskich ze zlikwidowanej XIV Brygady Kawalerii oraz 11 dywizjon artylerii konnej z rozformowanej 3 Dywizji Kawalerii. W 1930 został zorganizowany 10 szwadron pionierów.
W kwietniu 1934 Dowództwo BK „Toruń” przeniesione zostało do garnizonu Bydgoszcz, w związku z czym brygada przemianowana została na Brygadę Kawalerii „Bydgoszcz”.
1 kwietnia 1937 roku BK „Bydgoszcz” przemianowana została na Pomorską Brygadę Kawalerii.

## Obsada personalna dowództwa
- dowódca brygady – płk dypl. dr Roman Abraham
- szef sztabu – rtm. dypl. Włodzimierz Kasperski (p.o. 1929)

## Organizacja pokojowa
- Dowództwo Brygady Kawalerii „Bydgoszcz” w Bydgoszczy (do IV 1934 w Toruniu)
- 2 pułk szwoleżerów w Starogardzie
- 16 pułk ułanów w Bydgoszczy
- 18 pułk ułanów w Chełmnie
- 8 pułk strzelców konnych
- 11 dywizjon artylerii konnej w Bydgoszczy
- 10 szwadron pionierów w Bydgoszczy